# Mikhail Dolivo-Dobrovolski
Mikhail Osipovitch Dolivo-Dobrovolski (em russo:  Михаи́л О́сипович Доли́во-Доброво́льский; São Petersburgo, 21 de dezembro de 1861 — Heidelberg, 15 de novembro de 1919) foi um engenheiro eletricista e inventor russo, um dos fundadores do sistema trifásico.

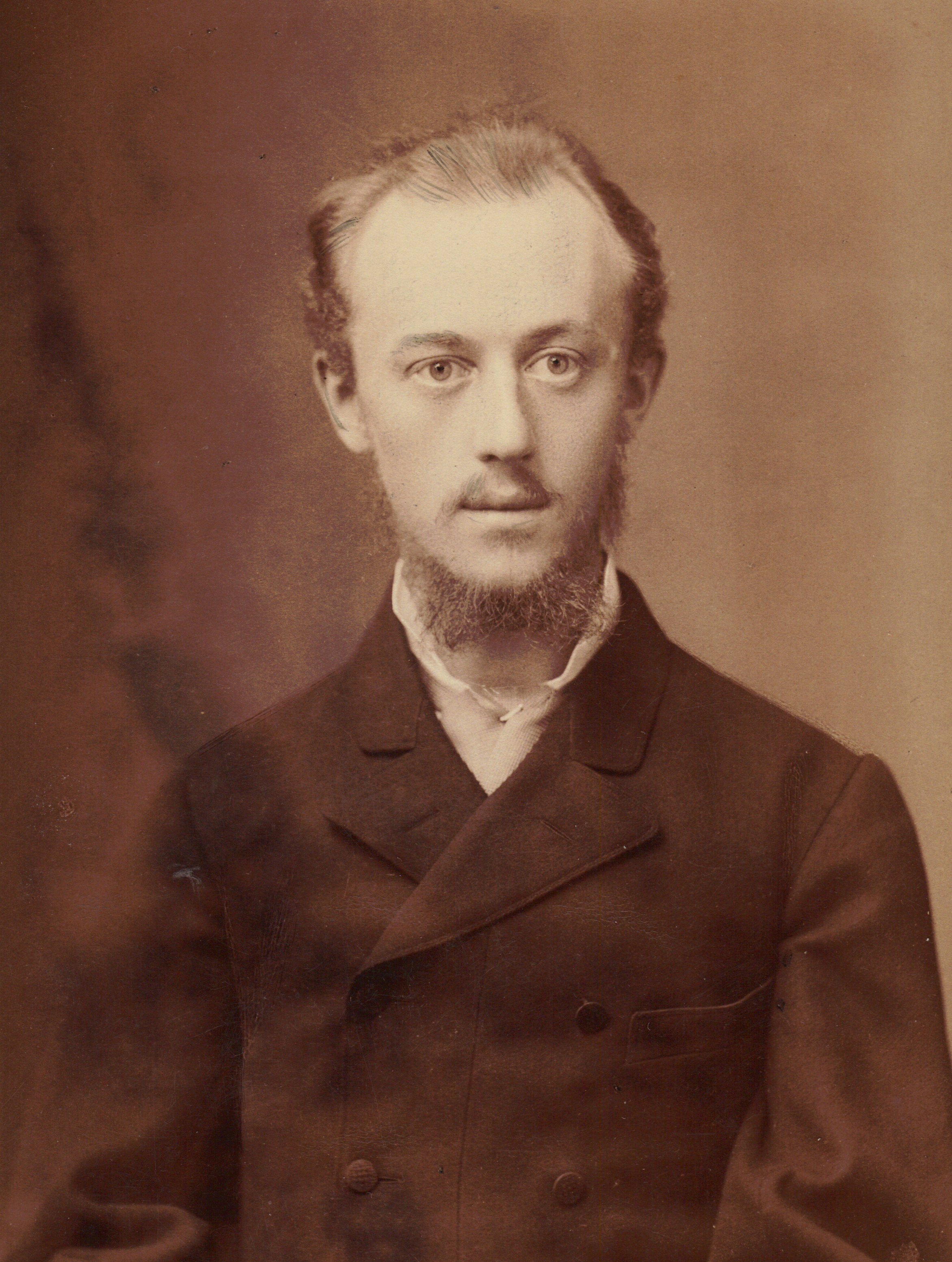
Mikhail Dolivo-Dobrovolski com 22 anos de idade